# Оклопњаче класе Италија
Италија (итал. Italia) је била класа оклопњача саграђених за Италијанску морнарицу. Саграђена су два брода те класе: Италија (1880) и Лепанто (1883).
Грађене су по пројекту италијанског поморског официра Бенедета Брина. Бродови су били једни од првих са јаким оклопом и великом брзином, са јаким наоружањем.